# This Summer's Gonna Hurt like a MotherFucker
«This Summer's Gonna Hurt like a MotherFucker» (traducido en español como "Este verano va a doler como un hijo de puta") (titulado "This Summer" en su lanzamiento como sencillo) es una canción interpretada por la banda estadounidense de pop rock Maroon 5. El sencillo lidera a la reedición del quinto álbum de estudio de la banda, V (2015). Musicalmente, la canción se ha descrito como teniendo un "sonido del synthpop", mientras que incorpora un estilo de arena rock.

## Antecedentes
El 6 de mayo de 2015, se rumoreaba que Maroon 5 debía lanzar un nuevo sencillo titulado «This Summer's Gonna Hurt» el 26 de mayo de 2015, a la radio. Al día siguiente, fue confirmado por la revista Billboard en un artículo que decía que "This Summer's Gonna Hurt" sería lanzado antes de la próxima reedición de la banda de su álbum V (2014) y procederá al sencillo  de la banda "Sugar" El 11 de mayo de 2015, la banda anunció oficialmente que el sencillo sería lanzado el 15 de mayo.

## Composición
Según la partitura publicada en musicnotes.com, la canción se compone en la tonalidad de E menor con un tempo moderado.

## Rendimiento comercial
Durante la semana de lanzamiento del 17-23 de mayo, «This Summer's Gonna Hurt» recibió aproximadamente 4.216 espines de radio pop. Eso le valió la posición número 22 en la radio oficial de la radio pop de Mediabase. La semana siguiente, "Summer" aprovechó solo dos días de airplay para debutar en el número 35 en la lista oficial de pop. This Summer's Gonna Hurt» también alcanzó los primeros 25 en la radio contemporánea para adultos. Después de debutar en el número 44, la canción saltó al número 23 en su segunda semana, después de recibir 1.457 spines las semanas siguientes. Después de alcanzar el peak en el número 23, la canción se convirtió en el primer sencillo oficial de la banda en cinco años en no llegar al top 10 del Billboard Hot 100.

## Posicionamiento en listas

### Semanales
| Alemania        | Official German Charts  | 45 |
| Australia       | ARIA Top 100 Singles    | 70 |
| Austria         | Ö3 Austria Top 40       | 38 |
| Bélgica (Fl)    | Ultratip                | 2  |
| Bélgica (W)     | Ultratip                | 3  |
| Bulgaria        | IFPI                    | 4  |
| Canadá          | Canadian Hot 100        | 16 |
| Corea del Sur   | Gaon Digital Chart      | 38 |
| Dinamarca       | Tracklisten             | 40 |
| Eslovaquia      | Singles Digital Top 100 | 22 |
| Escocia         | Scottish Singles Chart  | 13 |
| Estados Unidos  | Billboard Hot 100       | 23 |
| Estados Unidos  | Pop Songs               | 10 |
| Estados Unidos  | Adult Pop Songs         | 7  |
| Estados Unidos  | Dance/Mix Show Airplay  | 19 |
| Finlandia       | Suomen virallinen lista | 16 |
| Francia         | SNEP                    | 69 |
| Hungría         | Single Top 40           | 30 |
| Irlanda         | IRMA                    | 46 |
| Italia          | FIMI                    | 31 |
| Líbano          | Lebanese Top 20         | 6  |
| México          | Mexico Ingles Airplay   | 1  |
| Noruega         | VG-lista                | 37 |
| Países Bajos    | Dutch Top 40            | 39 |
| Polonia         | Polish Airplay Top 100  | 16 |
| Reino Unido     | UK Singles Chart        | 40 |
| República Checa | Singles Digitál Top 100 | 21 |
| Suecia          | Sverigetopplistan       | 52 |
| Suiza           | Schweizer Hitparade     | 56 |

### Anuales
| País           | Lista (2015)     | Posición |
| -------------- | ---------------- | -------- |
| Canadá         | Canadian Hot 100 | 84       |
| Rusia          | Tophit           | 37       |
| Estados Unidos | Adult Pop Songs  | 44       |

### Certificaciones
| País    | Organismo certificador | Certificación | Ventas certificadas | Ref.   |
| ------- | ---------------------- | ------------- | ------------------- | ------ |
| Italia  | FIMI                   | Oro           | 25 000              | [ 42 ] |
| Polonia | ZPAV                   | Platino       | 10 000              | [ 43 ] |